# Kouba (Tangaye)
Pour les articles homonymes, voir Kouba (homonymie).
Kouba est une localité située dans le département de Tangaye de la province du Yatenga dans la région Nord au Burkina Faso.

## Géographie
Kouba se trouve à 5 km à l'est de Tangaye, le chef-lieu du département, et à environ 10 km à l'ouest de Ouahigouya.

## Histoire
En janvier 2021, les dix forages et les deux puits de grand diamètre de Kouba ont été réhabilités grâce à l'action de coopération humanitaire de l'agence Burkina Faso Regional Program (BFRP) soutenue par l'USAID, permettant d'améliorer de manière majeure l'accès à l'eau de la population villageoise et l'agro-pastoralisme.

## Santé et éducation
Le centre de soins le plus proche de Kouba est le centre de santé et de promotion sociale (CSPS) de Tangaye tandis que le centre hospitalier régional (CHR) se trouve à Ouahigouya.